# Pulver (Pharmazie)
In der Pharmazeutischen Technologie versteht man unter Pulvern disperse Systeme der Kategorie fest in gasförmig, bei denen sich die Teilchen der inneren Phase gegenseitig berühren. Die Pulverteilchen können in Masse, Form, Größe und in ihren physikalisch-chemischen Eigenschaften differieren. Sie können einzeln in kristalliner oder amorpher Struktur vorliegen oder als Verbund von Partikeln. Eine Sonderform des pharmazeutisch genutzten Pulvers stellt der Puder dar, wobei es sich um ein sehr feines Pulver mit einem Teilchendurchmesser < 100 μm handelt.
Pulver (von mittelhochdeutsch und mittellateinisch pulver „der/das Pulver, pulverförmiges Arzneimittel“. von lateinisch pulvis) werden pharmazeutisch sowohl direkt zur peroralen, kutanen oder inhalativen Anwendung eingesetzt als auch zur Herstellung anderer Arzneiformen, wie Lösungen und Suspensionen, als Ausgangsmaterial für die Herstellung von Granulaten und Tabletten oder zur Befüllung von Kapseln.

## Einteilung nach Europäischem Arzneibuch
Nach dem Europäischen Arzneibuch werden Pulver nach der Art ihrer Anwendung unterteilt.

### Pulver zum Einnehmen
Pulver zum Einnehmen sind Zubereitungen, die aus festen, losen, trockenen und mehr oder weniger feinen Teilchen bestehen. Sie können in Einzeldosis- oder Mehrdosenbehältnissen abgefüllt werden, wobei für letztere eine geeignete Dosiervorrichtung vonnöten ist. Einzeldosisbehältnisse sind Beutelchen oder Fläschchen.
Inhaltsstoffe:
- Einer oder mehrere Wirkstoffe
- gegebenenfalls Hilfsstoffe
- erforderliche Farbstoffe
- Geschmackskorrigenzien

### Pulver zur kutanen Anwendung
Pulver zur kutanen Anwendung sind Zubereitungen, die aus festen, losen, trockenen und mehr oder weniger feinen Teilchen bestehen. Pulver müssen steril sein, wenn sie auf großen, offenen Wunden oder auf beschädigter Haut angewendet werden. Sie können in Einzeldosis- oder Mehrdosenbehältnissen abgefüllt werden. Die Dosiervorrichtung für letztere kann eine Streuvorrichtung bzw. eine mechanische Sprühvorrichtung sein oder die Zubereitung ist in einem Druckbehältnis vorliegend.
Inhaltsstoffe:
- Einer oder mehrere Wirkstoffe
- gegebenenfalls Hilfsstoffe
- erforderliche Farbstoffe

### Weitere Darreichungsformen, in denen Pulver verwendet werden
Darüber hinaus spielen Pulver in folgenden Monographien eine Rolle:
- flüssige Zubereitungen zum Einnehmen
- Parenteralia
- Zubereitungen zur Inhalation
- Zubereitungen zur nasalen Anwendung
- Zubereitungen zur rektalen Anwendung
- Zubereitungen zur vaginalen Anwendung
- Zubereitungen zur Anwendung am Auge

## Grundlagen von Pulvern
Pulver beziehungsweise Puder sind Zubereitungen, die bei ihrer Applikation möglichst reizfrei sein sollten. Um dies zu gewährleisten, ist eine ausreichend kleine Partikelgröße, sowie gegebenenfalls der Zusatz geeigneter Grundstoffe vonnöten.
Bei den Grundstoffen von Pulvern kann zwischen anorganischen und organischen Grundlagen unterschieden werden. Beispielhaft sind nachfolgend einige Grundlagen aufgezählt.
|                         | Stoffe                       |
| anorganische Grundlagen | Talkum                       |
|                         | Zinkoxid                     |
|                         | Weißer Ton                   |
|                         | Titandioxid                  |
|                         | Magnesiumoxid                |
|                         | Magnesiumcarbonat            |
|                         | hochdisperses Siliciumdioxid |
| organische Grundlagen   | Stärke                       |
|                         | Stearate                     |
|                         | Lactose                      |
|                         | Glucose                      |

## Eigenschaften von Pulvern
Zur Charakterisierung von Pulvern werden verschiedene Parameter herangezogen, die experimentell ermittelt werden können.

### Teilchengröße und Teilchengrößenverteilung
Die Teilchengröße ist von herausragender Bedeutung für eine Vielzahl an physikalisch-chemischen Eigenschaften, die von pharmazeutischer Bedeutung sind. Hierunter fallen unter anderem Lösungsgeschwindigkeit und Fließeigenschaften sowie Adsorptions- und Haftvermögen an Oberflächen. Gemäß der Gleichung nach Noyes-Whitney zur Beschreibung der Auflösungsgeschwindigkeit von Stoffen in Medien ist für schwerlösliche Arzneistoffe eine kleine Teilchengröße unumgänglich zum Erreichen einer adäquaten Bioverfügbarkeit.

#### Teilchengrößenbestimmung
Die Methode mit der historisch größten Bedeutung in der Pharmazeutischen Technologie ist das analytische Sieben. Hiermit lassen sich sowohl die Teilchengrößen der Partikel als auch deren Verteilung innerhalb eines Pulvers bestimmen. Die angewendeten Siebmethoden umfassen das Nasssieben, das Handsieben und das Maschinensieben mit Siebtürmen oder Luftstrahlsieben. Bei diesen Methoden wird das Schüttgut nacheinander durch eine Reihe von Sieben mit abnehmender Maschenweite gesiebt und somit die Korngröße anhand der jeweiligen Siebrückstände und des Siebdurchganges klassiert. Durch Auftragen in einem RRSB-Diagramm oder einem Histogramm kann anschließend eine graphische Auswertung durchgeführt werden.
Darüber hinaus können auch folgende Verfahren zur Bestimmung der Teilchengröße genutzt werden:
- Mikroskopie
- Streulichtverfahren
- Lichtblockade (Single Particle Optical Sensing)
- Sedimentation
- Impulsverfahren
- Sichtung

### Fließeigenschaften
Als Fließeigenschaften wird das aus der interpartikulären Reibung bzw. den Widerständen bei Bewegung resultierende Verhalten beim Fließen bezeichnet.
Das Fließverhalten von Pulvern ist von Bedeutung für seine Dosiergenauigkeit. Dies ist sowohl bei direkter Applikation als auch bei der Weiterverarbeitung zu beispielsweise Granulaten oder Tabletten von Bedeutung.
Prüfungen nach Europäischem Arzneibuch:
- Fließgeschwindigkeit: Als Fließgeschwindigkeit wird jene Zeit definiert, die eine bestimmte Pulvermenge benötigt, um eine Trichtervorrichtung mit definiertem Durchmesser zu passieren. Sie wird angegeben in Masse pro Zeit. Nach dem Europäischen Arzneibuch sind Trichteröffnungen mit einem Durchmesser von 10, 15 oder 25 mm zu verwenden. Es wird die jeweils kleinste Trichteröffnung verwendet, bei der gerade ein Fluss des Pulvers stattfindet.
- Böschungswinkel: Der Böschungswinkel ist der Winkel zwischen der Oberfläche eines Pulverkegels und seiner Basis. Errechnet wird er aus der Höhe des Pulverkegels h, dem Radius des Kegels r und tan α

{\displaystyle \tan \alpha =h/r}

### Pulverdichte
Die Dichte eines Pulvers ist abhängig von Form, Teilchengröße und Korngrößenverteilung. Pulver, die aus Partikeln mit eher nadel- bis stäbchenförmiger Gestalt bestehen oder deren Partikel sich aufgrund von elektrischen Ladungen abstoßen, weisen eine tendenziell geringere Dichte auf, wohingegen Pulver mit kugel- oder plättchenförmigen Partikeln eine höhere Dichte aufweisen.
Der Hausner-Faktor dient zur Beschreibung der Kompressibilität eines Pulvers. Nach Ermittlung von Schütt- und Stampfvolumen bei definierter Masse durch entsprechende Verfahren kann der Hausner-Faktor rechnerisch dargestellt werden als Quotient von Schütt- zu Stampfvolumen bzw. Stampfdichte zu Schüttdichte. Im Allgemeinen wird das Fließverhalten eines Pulvers anhand nachfolgender Tabelle bewertet. Je größer die Verdichtungstendenz eines Pulvers bei mechanischer Belastung ist, wie beispielsweise Erschütterung, desto schlechter ist das Fließverhalten. Das hieraus resultierende Kompaktieren kann daher zu Problemen bei der Volumendosierung führen.
| Hausner-Faktor | Fließverhalten    |
| 1,00 – 1,11    | ausgezeichnet     |
| 1,12 – 1,18    | gut               |
| 1,19 – 1,25    | zufriedenstellend |
| 1,26 – 1,34    | mäßig             |
| 1,35 – 1,45    | schlecht          |
| 1,46 – 1,59    | sehr schlecht     |
| > 1,60         | ungenügend        |

## Herstellung von Pulvern
Es gibt unterschiedliche Wege, Pulver herzustellen. Dabei wird auf verschiedene Verfahren zurückgegriffen, um die gewünschten Anforderungen an die Zubereitung, hinsichtlich Feinheit und Korngrößenverteilung, zu generieren.
Zur Herstellung von Pulvern werden in der Pharmazeutischen Technologie drei Prozesse hintereinandergeschaltet. Das Ausgangsmaterial wird zunächst durch Mahlprozesse mittels verschiedener Mühlsysteme auf die gewünschte Partikelgröße gebracht, bevor diese wiederum durch Siebprozesse in Fraktionen verschiedener Korngrößen aufgeteilt werden können. Abschließend erfolgt das Durchmischen gleicher Fraktionen, um die Homogenität der Pulverzubereitung zu gewährleisten.

### Zerkleinerung
Zur Zerkleinerung der Ausgangsmaterialien werden verschiedene Mühlsysteme eingesetzt. Die Gängigsten werden im Folgenden tabellarisch dargestellt.
| Mühle           | Prinzip                  | Zerkleinerungsgrad |
| Walzenbrecher   | Druck, Reibung, Scherung | 1 – 2 mm           |
| Hammermühle     | Schlag, Prall            | 0,1 – 5 mm         |
| Stiftmühle      | Schlag, Prall            | 20 – 200 µm        |
| Kugelmühle      | Schlag, Scherung         | 20 µm              |
| Luftstrahlmühle | Prall                    | 1 – 30 µm          |
| Kolloidmühle    | Scherung                 | 1 – 30 µm          |

### Sprühtrocknung
Bei der Sprühtrocknung werden Lösungen oder Suspensionen der dispergierten Ausgangsstoffe in Form feiner Tröpfchen in einen Heißluftstrom versprüht. In diesem Luftstrom werden die Tröpfchen aufgrund der durch die Versprühung erreichten Oberflächenvergrößerung innerhalb von Sekunden getrocknet. Zurück bleibt ein feines Pulver mit enger Korngrößenverteilung.  

### Gefriertrocknung
In seltenen Fällen wird auch auf die Gefriertrocknung zurückgegriffen. Hierbei handelt es sich um ein Verfahren, das bei besonders thermolabilen und hydrolyseempfindlichen Stoffen zum Einsatz kommt.